# Flavio Saretta
Flavio Saretta, né le 28 juin 1980 à Americana, est un joueur brésilien de tennis. Il a remporté un titre en double sur le circuit ATP et atteint les huitièmes de finale à Roland-Garros.

## Carrière
Bien qu'il n'ait jamais remporté de tournoi majeur, il bénéficie d'une certaine popularité en raison notamment de son style de jeu.
Il est no 114 mondial quand, en 2001 à Costa do Sauípe, il bat le numéro 1 mondial Gustavo Kuerten.

## Palmarès

### Titre en double messieurs
| No | Date       | Nom et lieu du tournoi | Catégorie   | Dotation  | Surface      | Partenaire   | Finalistes                    | Score         |  |
| -- | ---------- | ---------------------- | ----------- | --------- | ------------ | ------------ | ----------------------------- | ------------- |  |
| 1  | 19-07-2004 | Croatia Open Umag      | Int' Series | 375 000 $ | Terre (ext.) | José Acasuso | Jaroslav Levinský David Škoch | 4-6, 6-2, 6-4 |  |

## Parcours dans les tournois duGrand Chelem

### En simple
| Année | Open d'Australie | Open d'Australie | Internationaux de France | Internationaux de France | Wimbledon       | Wimbledon    | US Open         | US Open    |
| ----- | ---------------- | ---------------- | ------------------------ | ------------------------ | --------------- | ------------ | --------------- | ---------- |
| 2002  | 1er tour (1/64)  | A. Clément       | 2e tour (1/32)           | D. Nalbandian            | 3e tour (1/16)  | A. Sá        | 1er tour (1/64) | K. Carlsen |
| 2003  | 1er tour (1/64)  | R. Federer       | 1/8 de finale            | A. Agassi                | 3e tour (1/16)  | F. López     | 3e tour (1/16)  | A. Roddick |
| 2004  | 1er tour (1/64)  | D. Hrbatý        | 1er tour (1/64)          | A. Costa                 | 1er tour (1/64) | I. Heuberger | 1er tour (1/64) | F. Mayer   |
| 2005  | 1er tour (1/64)  | N. Healey        | 2e tour (1/32)           | F. Volandri              | —               | —            | —               | —          |
| 2006  | —                | —                | 2e tour (1/32)           | N. Davydenko             | 1er tour (1/64) | Lee H-t.     | 1er tour (1/64) | T. Robredo |

N.B. : à droite du résultat se trouve le nom de l'ultime adversaire.

### En double
| Année | Open d'Australie           | Open d'Australie     | Internationaux de France   | Internationaux de France | Wimbledon               | Wimbledon           | US Open | US Open |
| ----- | -------------------------- | -------------------- | -------------------------- | ------------------------ | ----------------------- | ------------------- | ------- | ------- |
| 2003  | 1er tour (1/32) O. Rochus  | D. Bowen A. Fisher   | 1er tour (1/32) F. Vicente | J. Knowle M. Kohlmann    | —                       | —                   | —       | —       |
| 2004  | 1/4 de finale André Sá     | B. Bryan M. Bryan    | 1er tour (1/32) André Sá   | J. Kerr T. Vanhoudt      | 2e tour (1/16) André Sá | W. Black K. Ullyett | —       | —       |
| 2005  | 1er tour (1/32) J. Acasuso | M. Llodra F. Santoro | —                          | —                        | —                       | —                   | —       | —       |

N.B. : le nom du ou de la partenaire se trouve sous le résultat ; le nom des ultimes adversaires se trouve à droite.